# Авъл Габиний
Вижте пояснителната страница за други личности с името Габиний.
Авъл Габиний (на латински: Aulus Gabinius; † 48 г. пр.н.е. или началото на 47 г. пр.н.е., Салона) е римски политик и военачалник. Той е привърженик на Цезар и важна личност през последните години на Римската република.

## Политическа кариера
През 67 г. пр.н.е. като народен трибун Габиний издава закона Lex Gabinia, който дава на Помпей главното командване във войната против пиратите.
През 61 г. пр.н.е. Габиний става претор. През 58 г. пр.н.е. той e консул заедно с Луций Калпурний Пизон Цезонин и помага на Публий Клодий Пулхер да изпрати Цицерон в изгнание.
През 57 г. пр.н.е. е проконсул на Сирия. Помпей го изпраща в Египет, за да върне отново на трона сваленият фараон Птолемей XII. В неговото отсъствие Сирия е нападната от разбойнически банди. Александър, син на Аристобул, се опитва да свали от длъжност висшият жрец на Юдея Хиркан II. Габиний успява да сложи отново ред в провинцията. Затова, че е напуснал провинцията без заповед от Сената и Сибилските книги e съден за предателство (majestas), но е оправдан като невинен.
Заради изнудване (repetundae) e осъден, че е взел 10 000 таланта от фараона. Процедурата по избирането му за консул (ambitus) е прекратена. Габиний отива в изгнание, а имуществото му е конфискувано.
След избухването на гражданската война през 49 г. пр.н.е. Цезар го вика обратно и той започва да му служи. След битката при Фарсала Габиний трябва да закара нови войски в Илирия. По пътя е нападнат от далматите, но успява да стигне до Салона. Там се защитава от нападението на помпеянския военачалник Марк Октавий. Габиний се разболява и умира след няколко месеца през 48 г. пр.н.е. или в началото на 47 г. пр.н.е.